# Alonso I de la Cueva y Benavides
Alonso I de la Cueva y Benavides (?, Úbeda - ?) fue un militar y caballero español, primer señor de la villa de Bedmar y tronco del marquesado del mismo nombre, caballero de la Orden de Santiago, último comendador de Bedmar y Albanchez, regidor de Úbeda, alcaide de la ciudad y fortaleza de Cádiz, alcaide, gobernador y capitán general de La Goleta (Túnez) y electo de las plazas de Orán y Alcazarquivir.

## Primeras noticias
Nació en Úbeda (Jaén) en las casas antiguas de su familia, siendo hijo de Luis de la Cueva, segundo señor de la villa de Solera y señor de la Casa de la Cueva, sobrino carnal de Beltrán de la Cueva, primer duque de Alburquerque, y de María Manrique de Benavides, de los señores de Jabalquinto y Almanzora.
En 1520 y siendo todavía muy joven, capitaneó una matanza en la villa de Jódar como venganza por la muerte de su padre, Luis de la Cueva, que había perecido a manos del señor de dicha villa por las rivalidades que ambos bandos se profesaban. A su muerte, sucedió en las encomiendas de Bedmar y Albanchez el hijo mayor y primogénito, Juan de la Cueva y Benavides, que también heredó el señorío de Solera.
Fue capitán de caballos de Carlos I de España, y como tal participó en 1521 en la batalla de Villalar, donde luchó cuerpo a cuerpo con Juan de Padilla, célebre comunero a quien venció y prendió. Como trofeo de guerra llevó el pendón del general de las Comunidades de Castilla a la iglesia de la Asunción de Bedmar, donde se conservó hasta el siglo XVII.
Tras los resultados de esta actuación, y con motivo de la muerte de su hermano Juan mientras defendía el Reino de Valencia de la Germanía en 1522, el emperador le otorgó las mismas encomiendas, siendo el último comendador de esas villas.